# Markgräflerhof

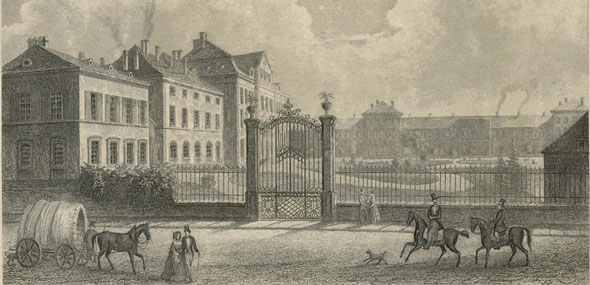
Markgräflerhof, pintura de 1845

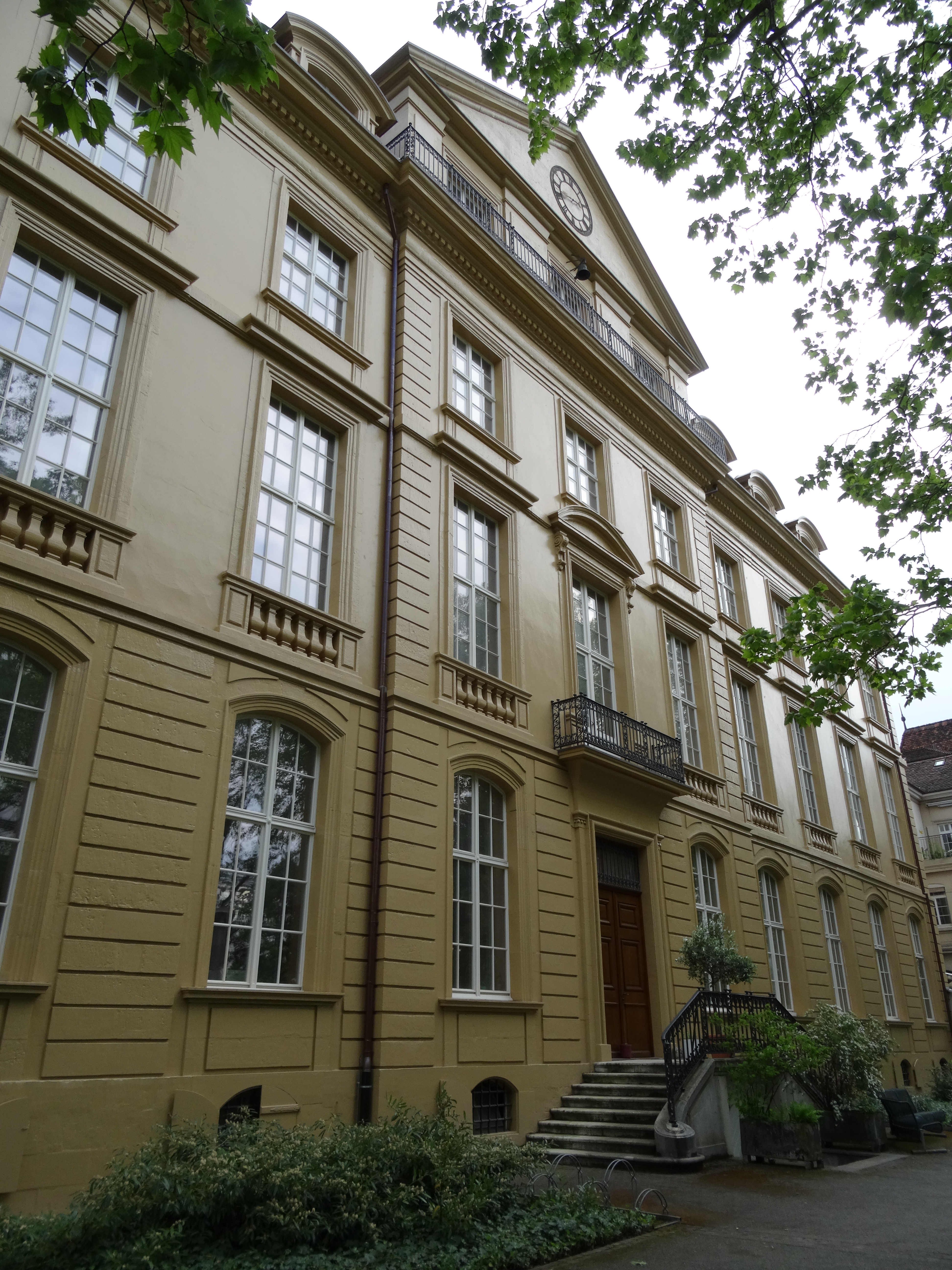
Fachada

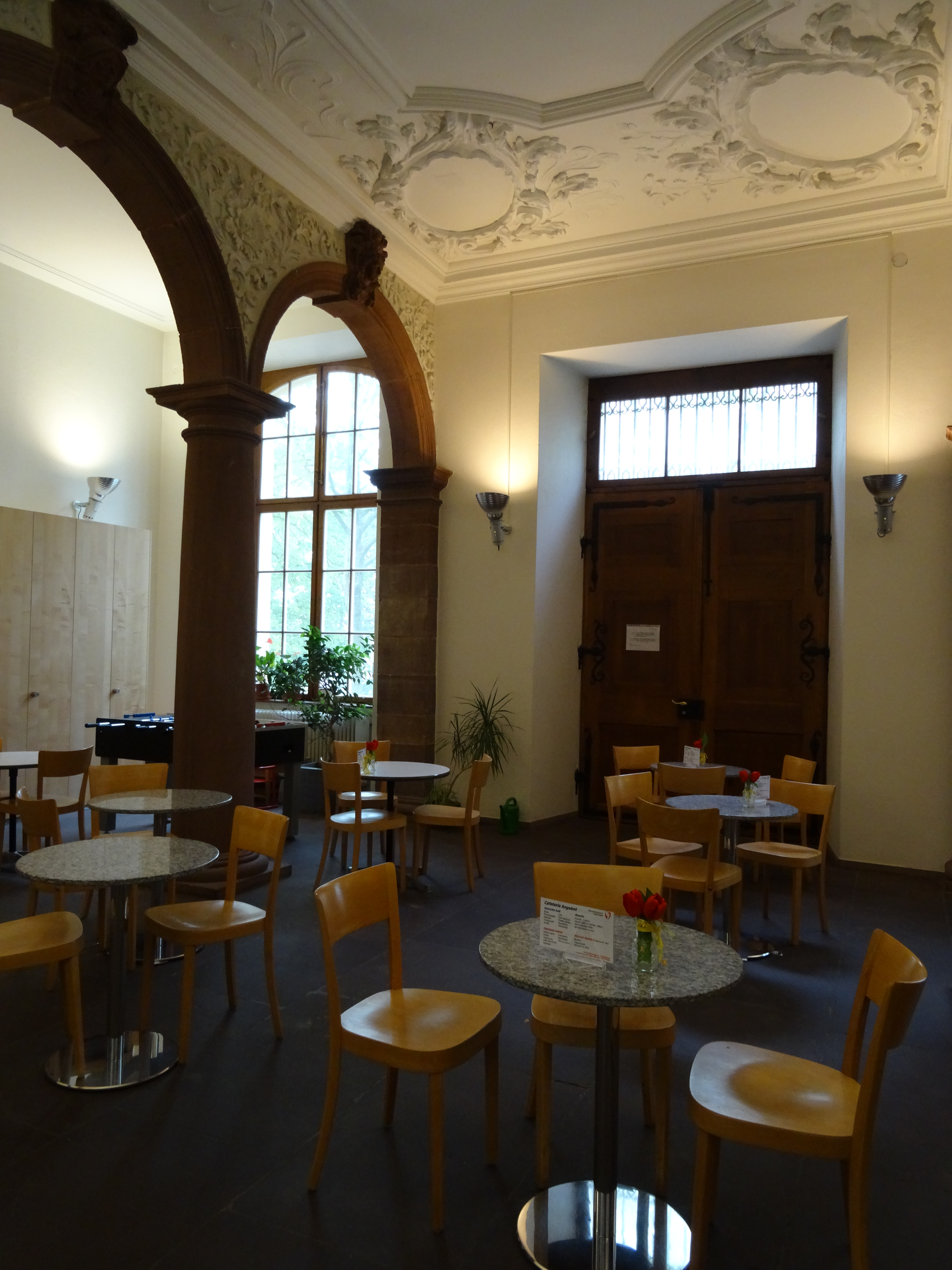
Hall de entrada

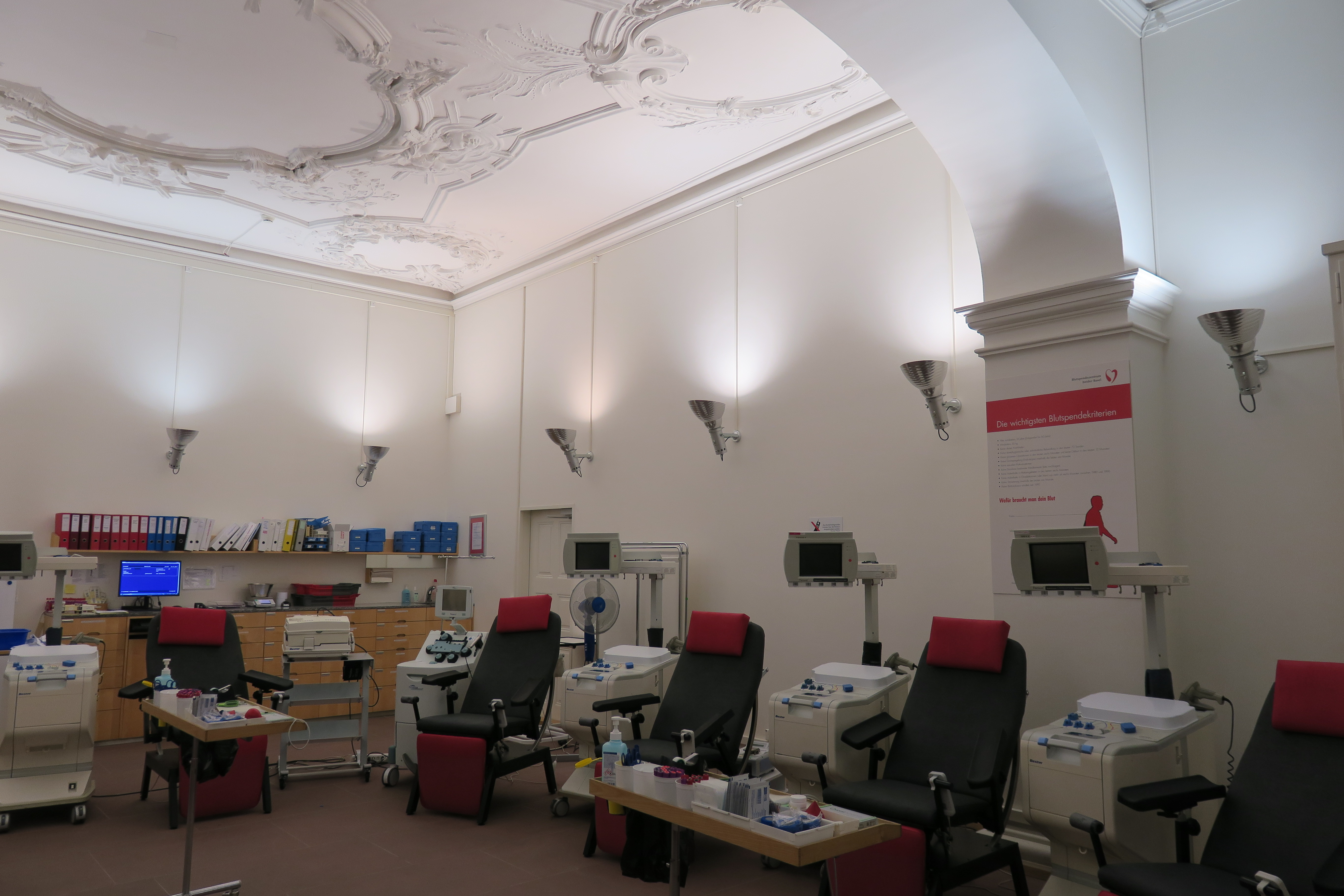
La sala de donación de sangre (antigua capilla)

El Markgräflerhof de Basilea, es el palacio barroco más antiguo de Suiza. Fue construido en 1698, en el lugar de un antiguo edificio que fue destruido por un incendio. En 1705 se terminó su reconstrucción por los marqueses de Baden-Durlach. Dado que su residencia habitual habían sido muy devastadas en la guerra de los nueve años, les sirvió como residencia extraterritorial. En 1807, el palacio fue comprado por la ciudad de Basilea y desde 1842, utilizado como Hospital Universitario. En la planta baja, se encuentra actualmente, entre otros, el servicio de sangre de la Cruz Roja Suiza. El hall de entrada sirve como comedor para los donantes y la antigua capilla, decorada con hermosos estucos, como sala de extracción de sangre.